# Internazionali d'Italia 1969
Gli Internazionali d'Italia 1969 sono stati un torneo di tennis giocato sulla terra rossa. È stata la 26ª edizione degli Internazionali d'Italia, la 1a dell'Era Open. Sia il torneo maschile sia quello femminile si sono giocati al Foro Italico di Roma in Italia. Il torneo ha avuto un montepremi di $14,900.

## Campioni

### Singolare maschile
John Newcombe ha battuto in finale  Tony Roche con il punteggio di 6–3, 4–6, 6–2, 5–7, 6–3

### Singolare femminile
Julie Heldman ha battuto in finale  Kerry Melville con il punteggio di 7–5, 6–3

### Doppio maschile
La finale tra  Tom Okker /  Marty Riessen e  John Newcombe /  Tony Roche è stata sospesa sul punteggio di 4–6, 6–1

### Doppio femminile
Françoise Dürr /   Ann Haydon-Jones  hanno battuto in finale  Rosemary Casals /  Billie Jean King  6–3, 3–6, 6–2